# یانک میت
یانک میت (استونیایی: Janek Meet؛ زادهٔ ۲ مهٔ ۱۹۷۴) بازیکن فوتبال اهل استونی بود.
از باشگاه‌هایی که در آن بازی کرده‌است می‌توان به باشگاه فوتبال فلورا تالین، باشگاه فوتبال کورساره، باشگاه فوتبال ویلیاندی تولویک، و باشگاه فوتبال نورما تالین اشاره کرد.
وی همچنین در تیم‌های ملی فوتبال استونی بازی کرده‌است.